# 宗座代牧區
宗座代牧區（拉丁語：Vicariatus Apostolicus；簡稱代牧區）是天主教會的一種教務管轄機構，設立於尚不足以達到成立教區資格的傳教地區。其本質上是臨時的，雖然有可能持續一個世紀甚至更久。它的最主要目的是培養足夠數量的天主教徒，以能成立一個正式的教區。
宗座代牧區由宗座代牧（拉丁語：Vicario Apostolico）領導，通常由一個領銜主教擔任。根據天主教法典的規定，宗座代牧區直接置於教宗的管轄之下，並透過一位代表或「代牧者」（Vicar）來執行教宗管理教務的權力。教宗可任命一位鄰近教區的主教兼任、或委託一位神職人員專責擔任宗座代牧，這位神職人員有可能是主教或神父。

## 外部連結
- List of Current Apostolic Vicariates （页面存档备份，存于） by Giga-Catholic Information